# Sylvia Telles
Sylvia D'Atri Telles (Rio de Janeiro, 27 de agosto de 1934 — Maricá, 17 de dezembro de 1966) foi uma cantora e compositora brasileira. É considerada uma das maiores intérpretes da bossa nova e da MPB.
A maioria de seus discos está fora de catálogo, o que dificulta o seu conhecimento pelas gerações recentes. Porém, ocasionalmente é lançada uma compilação com algumas de suas inúmeras gravações.
Segundo matéria publicada em O Globo e assinada por João Máximo, "Sylvinha foi uma das melhores intérpretes da moderna música brasileira, entendendo-se como tal a que vai de Ponto final - com Dick Farney e Amargura, com Lúcio Alves, até as canções que Tom e Vinicius fizeram depois de Orfeu da Conceição".

## Biografia

### Família
Sylvia era filha de Paulo Teles, nascido em São Paulo de pais gaúchos e Maria Amélia D'Atri, nascida em Paris de pai italiano e mãe brasileira. Seu avô materno, Alessandro D'Atri, foi editor da prestigiosa revista Révue du Brésil, editada em francês, espanhol e italiano em Paris a partir de 1896.
Sei pai um grande apreciador da música clássica e seu irmão mais velho, Mário Telles, também atuava com música.
Ela estudou no Colégio Sagrado Coração de Maria e sonhava se tornar bailarina, mas, ao realizar um curso de teatro, descobriu que seu talento era realmente cantar.

### Carreira e vida pessoal
Em 1954, Billy Blanco, amigo da família, notou o dom de Sylvinha, seu apelido carinhoso, e apresentou-a a amigos músicos. Nas reuniões que eles faziam, pôde conhecer os grandes nomes do rádio da época, tais como Aníbal Augusto Sardinha, o Garoto, que a ajudou a encontrar trabalho em boates para o início de sua carreira profissional. Nessa época, conheceu seu primeiro namorado, o cantor e violonista João Gilberto, amigo de Mário; o relacionamento acabou porque a família Telles não gostava do jovem, que vivia de favor na casa dos outros.
No ano seguinte, o comediante Colé a convidou para participar de um musical, chamado Gente bem e champanhota, apresentado no Teatro Follies de Copacabana. Na ocasião, o músico e advogado José Cândido de Mello Mattos, o Candinho, acompanhou Sylvinha na canção Amendoim Torradinho, composta por por Henrique Beltrão. Sylvia e Candinho se apaixonaram e iniciaram um relacionamento amoroso.
A atuação de Sylvinha neste espetáculo chamou a atenção da gravadora Odeon, que a contratou como artista exclusiva. Em junho de 1955 ela gravou "Amendoim torradinho", faixa que obteve bastante destaque nas rádios e que a levou a ser premiada como Cantora revelação de 1955, prêmio outorgado pelo jornal O Globo.
Sylvinha e Candinho casaram-se em 1955, após alguns meses de namoro. Em 1957 tiveram sua única filha, Cláudia Telles. Em 1956, ela e seu marido apresentaram pela TV Rio o programa Música e romance, recebendo como convidados Tom Jobim, Dolores Duran, Johnny Alf e Billy Blanco. Em 1958, o casal se separou.
Ainda em 1958, o local de encontro dos músicos passou a ser o apartamento de Nara Leão, então com quinze anos. Ronaldo Bôscoli, que frequentava as reuniões, atuava como produtor musical do grupo. Sylvia Telles, que já era um nome conhecido, foi então chamada para participar de um espetáculo no Grupo Universitário Hebraico, juntamente com Carlos Lyra, Roberto Menescal, entre outros. Foi neste show, "Carlos Lyra, Sylvia Telles e os seus Bossa nova", que a expressão "bossa nova" foi divulgada pela primeira vez.
Sylvinha Telles chegou a fazer turnês em outros países, como Estados Unidos, Suíça, França e Alemanha.
Em 1960, Sylvia casou-se pela segunda vez em Las Vegas, com seu então noivo, o produtor musical Aloysio de Oliveira. O casal assinou a separação em 1964.

### Acidente
Em 1964, Sylvia sofreu um acidente de carro, enquanto voltava de um show, quando dormiu ao volante, somente sofrendo algumas escoriações.

### Segundo acidente e morte
Aos 32 anos, em 17 de dezembro de 1966, Sylvia Telles sofreu o seu segundo acidente de automóvel, desta vez na Rodovia Amaral Peixoto, no município de Maricá. Ela estava em companhia de seu namorado Horacinho de Carvalho, filho da socialite Lily de Carvalho Marinho, com quem iria passar um fim de semana na cidade. Eles se dirigiam à fazenda de Horacinho. Essa viagem seria uma despedida temporária para ambos, pois Sylvia iria viajar na segunda-feira para gravar um disco em Nova Iorque, pela Kapp Records. Horacinho dormiu ao volante, e o carro desgovernado capotou várias vezes, causando a morte dos dois.

## Apresentações
- 1955 - "Gente bem e champanhota" - teatro Follies, Rio de Janeiro
- 1959 - I Festival de Samba Session - Faculdade Nacional de Arquitetura, Praia Vermelha - Rio de Janeiro
- 1961 - "Skindô" - Golden Room do Copacabana Palace, Rio de Janeiro e depois excursionou por São Paulo, Buenos Aires e Montevidéu.
- 1962 - "Sonho de moça" - boate Au Bon Gourmet, Rio de Janeiro
- 1964 - "Silvinha faz Zum Zum" - boate Zum Zum, Rio de Janeiro
- 1964 - "O remédio é bossa" - com a presença de Tom Jobim, Os Cariocas, Alaíde Costa, Carlos Lyra e outros. Realizado no Teatro Paramount, de São Paulo
- 1965 - "Reencontro" - com Edu Lobo, Tamba Trio e Quinteto Villa Lobos. Realizado no Teatro Santa Rosa, Rio de Janeiro
- 1966 - "Sylvia Telles e Edu Lobo" - se apresentaram na República Federal da Alemanha.

## Discografia
- 1955 - Amendoim torradinho (Henrique Beltrão)/Desejo (Garoto/José Vasconcelos/Luiz Cláudio) - 78 rpm - gravadora Odeon.
- 1955 - Menina (Carlos Lyra)/Foi a noite (Tom Jobim/Newton Mendonça - 78 rpm - gravadora Odeon.
- 1957 - Carícia - incluindo a canção "Chove lá fora" Tito Madi - LP/CD - gravadora Odeon.
- 1958 - Silvia - incluindo a música "Estrada do sol" (Tom Jobim/Dolores Duran) - LP/CD - gravadora Odeon.
- 1958 - Silvia Teles e Luiz Bonfá - EP - gravadora Odeon.
- 1959 - Amor de gente moça - incluindo as canções "Só em teus braços" (Tom Jobim) e "A felicidade" (Tom Jobim/Vinicius de Moraes) - LP/CD - gravadora Odeon. Consagrou-a como cantora profissional.
- 1959 - Canta para gente moça - EP - gravadora Odeon.
- 1960 - Amor em Hi-Fi - LP/CD - gravadora Philips.
- 1961 - Sylvia Telles U.S.A. - LP/CD - gravadora Philips.
- 1962 - Bossa nova mesmo - Carlos Lyra, Laís, Lúcio Alves, Vinicius de Moraes e o conjunto Oscar Castro Neves - LP - gravadora Philips.
- 1963 - Bossa, balanço, balada - LP/CD - gravadora Elenco.
- 1964 - Bossa session - Lúcio Alves e Roberto Menescal e o seu conjunto - LP/CD - gravadora Elenco.
- 1964 - It might as well be spring - LP/CD - gravadora Elenco).
- 1964 - The face I love - LP/CD - gravadora Knapp (atual Universal Records) (versão americana do LP "It might as well be spring").
- 1965 - The music of Mr. Jobim by Sylvia Telles - LP/CD - gravadora Elenco.
- 1965 - Sylvia Telles sings the wonderful songs of Antonio Carlos Jobim - LP/CD - gravadora Knapp (atual Universal Records) (versão americana do LP "The music of Mr. Jobim by Sylvia Telles").
- 1966 - Reencontro - Edu Lobo, Tamba Trio e o Quinteto Villa-Lobos - LP/CD - gravadora Elenco.
- 1966 - Folklore e Bossa Nova do Brasil - com Edu Lobo, Rosinha de Valença e outros - LP/CD - Gravadora Saba (Alemanha).

### Tributo
- 1997 - Por causa de você - dedicado a Sylvinha Telles - Claudia Telles - CD - Gravadora CID.